# Marina (santa de Hispania)
Marina es una santa del siglo II, probablemente legendaria, martirizada en Hispania. Su festividad es el 18 de julio.

## Biografía
Según la leyenda, nació en Bracara Augusta, la actual Braga, alrededor del año 120, siendo hija de Lucio Castelio Severo, gobernador romano de Gallaecia y Lusitania, y de su esposa Calsia, quien da a luz en un solo parto a nueve niñas. Fue tan grande el dolor, y los pocos avances que había en los partos, que terminó falleciendo. El padre, a falta de conocimientos para criar, las llevó con una mujer. Esta las bautizó en la fe cristiana y las trató como a sus propias hijas. 
Llegado el momento, tuvieron que comparecer ante su propio padre acusadas de ser cristianas, el cual, al saber que eran sus hijas, las invita a que renuncien a Cristo a cambio de poder vivir rodeadas de los lujos y comodidades propias de su nacimiento. Las encarcela tratando de atemorizarlas pero logran huir de la cárcel y se dispersan. Todas ellas, no obstante, acabarían siendo mártires cristianas.
La devoción popular sitúa a las hermanas Librada, también llamada Liberata, y  Marina mártires por decapitación a la edad de 15 años. Quiteria y Eufemia, otras de las nueve hermanas, fallecerían también martirizadas.
La fiesta de Santa Liberata se celebra el 20 de julio, por ser la fecha en que se trasladaron sus reliquias desde la ciudad de Sigüenza a la Bayona gallega en el año 1515. La fiesta de santa Marina se celebra el 18 de julio.
Marina fue decapitada y arrojada a un horno, pero su cuerpo nunca se quemó. Tras cortársele la cabeza, esta golpeó el suelo dando tres botes. De esos tres lugares donde golpeó su cabeza manaron tres manantiales de agua, otorgando así el nombre de Aguas Santas al lugar. Del manantial de Aguas Santas sigue manando agua en la actualidad y son miles los fieles que acuden a beber estas aguas a las que se le atribuyen poderes curativos.
Una iglesia situada en la citada parroquia de Aguas Santas, en el municipio orensano de Allariz, alberga un mausoleo o camarín con los restos de la santa.

## Iconografía
En la rama de pintura, hay varias representaciones sobre el triunfo de la santa o su martirio en la pintura  gótica y sobre todo en su último periodo, ejemplos de ellos son el retablo de Santa Marina de la Iglesia del mismo nombre en Mayorga de Campos, Valladolid, obra de Palanquillos, fechado en torno a 1500, en el que se ve a la Santa saliendo de las entrañas de un dragón. En época barroca hay obras como el lienzo de Santa Marina luchando con el dragón, obra de Fray Juan del Santísimo Sacramento, situado en la Parroquia del mismo nombre en Córdoba. Pero sin duda la más conocida y destacada dentro de las artes es sin duda la realizada por Francisco de Zurbarán el cual la representó ataviada como una gran señora, sosteniendo una vara de pastor, un libro y una bolsa.
En escultura cabe destacar obras como en Ochandiano, Vizcaya, o la en Fernán Núñez, Córdoba, obra de Miguel de Sandoval, destruida en la Guerra Civil y posteriormente se realizó una réplica de la misma.

## Patronazgo
Es la patrona de muchos pueblos portugueses como Esposende, Gomariz, Santa Marina do Zêzere o la parroquia de Santa Marina, en Vila Nova de Gaia.
En España se celebra en Aracaldo (Vizcaya), Escurial de la Sierra, Villasbuenas, El Collado, Villarcayo de Merindad de Castilla la Vieja, Villandiego, Castrillejo de la Olma, Magán, Fontihoyuelo, Cigales, Izagre, Fernán Núñez, Rabé de las Calzadas, Valverde de Mérida (Badajoz), Buelna (Llanes-Asturias) y Forcinas (Pravia-Asturias).
En Galicia existe una gran devoción por esta santa y son muchas las parroquias que la veneran. Además de la iglesia de Santa Mariña de Augas Santas (Allariz) donde se veneran sus restos, están Chantada; Carracedo, en el municipio de Caldas de Reyes; siendo además patrona de Córcores (Avión) los municipios de Rubiá, Teo, Ginzo de Limia, Cambados, Las Nieves y Maroñas. En Asturias es patrona de la aldea de Andeyes y en Aragón de la ermita de santa Marina en Estopiñán del Castillo. En Sevilla capital, en la calle San Luis, se encuentra la iglesia de Santa Marina, construida en el siglo XIII y de estilo gótico-mudéjar.